# Port lotniczy Piarco
Port lotniczy Piarco (IATA: POS, ICAO: TTPP) – port lotniczy zlokalizowany, w Piarco, 25 km na wschód od stolicy Trynidadu i Tobago – Port-of-Spain, na wyspie Trynidad. Jest to jeden z dwóch międzynarodowych portów lotniczych obsługujących pojedyncze wyspy-republiki. Drugi znajduje się na wyspie Tobago, Port lotniczy Crown Point. Lotnisko posiada jeden pas startowy i dwa helipady.
Port lotniczy Piarco ma bezpośrednie połączenie z miejscami w Stanach Zjednoczonych, Kanadzie, Ameryce Środkowej, Ameryce Południowej i Europie. Lotnisko jest węzłem narodowych linii lotniczych Trynidadu i Tobago, Caribbean Airlines i jest trzecim ośrodkiem Leeward Islands Air Transport (LIAT).

## Historia
Uważany za jeden z najnowocześniejszych lotnisk w rejonie Karaibów, port lotniczy Piarco otwarto 8 stycznia 1931 roku. Obsługiwany był przez Compagnie Generale Aeropostale. Wcześniej, Queen's Park Savannah, Mucarapo Field oraz Cocorite Docks (dla łodzi latających) były używane jako lądowiska dla wyspy.
Podczas II wojny światowej oryginalne lotnisko było wykorzystywane do Royal Navy Observer School 'HMS Goshawk'. Od 1942 roku był również wykorzystywany zarówno przez United States Army Air Force Sixth Air Force i United States Navy eskadr lotniczych. Lotnisko było wykorzystywane zarówno jako lotnisko transportowe, a także na loty patrolowe do zwalczania okrętów podwodnych na południu Karaibów. Lotnisko wróciło do kontroli cywilnej po wojnie.
Znaczący rozwój lotniska, który obejmował budowę nowego budynku terminalu i szybkich dróg kołowania, został ukończony w 2001 roku. Stary budynek lotniska jest obecnie wykorzystywana do obsługi ładunków. Port lotniczy Piarco jest także głównym centrum i bazą operacyjną Caribbean Airlines i był także głównym centrum i bazą operacyjną nieistniejących już BWIA West Indies Airways i Air Caribbean. Briko Air Services działa w szkole lotniczej na lotnisku.

## Terminale
Port lotniczy Piarco posiada dwa terminale. Terminal południowy był pierwszym terminalem pasażerskim na lotnisku, ale został odnowiony by służyć jako terminal wykonawczy. Obsługuje loty cargo, lotnictwa ogólnego i loty helikopterem. Ma czternaście zatok postojowych jak i światła postojowe samolotów. Ponadto jest siedzibą Centrum Administracyjnego Lotniska, w Airports Authority of Trinidad and Tobago. Terminal Północny jest głównym terminalem pasażerskim. Obsługuje on wszystkie komercyjne połączenia lotnicze. Terminal północy ma siedemnaście stanowisk parkingowych, z dodatkowym zatokami na wschód i zachód od głównej płyty.
Oprócz pasażerskich linii lotniczych, lotnisko obsługuje także ruch towarowy, lotnictwa cywilnego, wojskowego i loty helikopterem do wielu platform wiertniczych obecnych na morzu.

## Linie lotnicze i połączenia
- Aeropostal Alas de Venezuela (Caracas)
- American Airlines (Miami)
- British Airways (London-Gatwick, St Lucia)
- Caribbean Airlines (Antigua, Barbados, Caracas, Fort Lauderdale, Georgetown-Cheddi Jagan, Grenada, Kingston-Norman Manley, Miami, Nowy Jork-JFK, Orlando, Paramaribo, Saint Maarten, Tobago, Toronto-Pearson)
- Continental Airlines (Houston-Intercontinental, Newark)
- Conviasa (Grenada, Porlamar)
- Copa Airlines (Panama)
- LIAT (Antigua, Barbados, Curaçao, Dominika, Georgetown-Cheddi Jagan, Grenada, Saint Lucia-Vigie, Saint Vincent, San Juan, Tortola)
- REDjet (Barbados, Georgetown-Cheddi Jagan, Grenada [od 1 grudnia 1], Kingston-Norman Manley [od 20 listopada])
- Surinam Airways (Curaçao, Paramaribo)

### Czartery
- Aerolíneas Estelar
- Air Transat (Toronto-Pearson)
- Amrals Travel obsługiwane przez North American Airlines (Nowy Jork-JFK)
- Briko Air Services
- Caribbean Airlines obsługiwane przez North American Airlines (Nowy Jork-JFK)
- Guardian Holdings
- Línea Turística Aereotuy (Porlamar)
- Rutaca
- Sunwing Airlines (Toronto-Pearson)

### Cargo
- Ameriflight (Saint Lucia, San Juan, Barbados)
- Amerijet International (Miami, Barcelona (VEN), Georgetown, Maturín, Port-au-Prince, Saint Vincent, Santiago (DR), Santo Domingo)
- Caribbean Airlines obsługiwane przez ABX Air (Barbados, Georgetown, Miami)
- DHL Aviation (Grenada)
- DHL Aviation obsługiwane przez Vensecar Internacional (Barbados, Caracas)
- FedEx Express obsługiwane przez Mountain Air Cargo (Aguadilla)
- LIAT Quikpak (Barbados, Grenada, Saint Vincent, Antigua, Curaçao, Georgetown, Saint Lucia)
- Roraima Airways (Georgetown)

### Helikoptery
- Bristow Caribbean